# چسترفیلد (نیوهمپشایر)
چسترفیلد (به انگلیسی: Chesterfield) یک منطقهٔ مسکونی در ایالات متحده آمریکا است که در شهرستان چشایر، نیوهمپشایر واقع شده‌است.
 چسترفیلد ۱۲۳٫۲ کیلومتر مربع مساحت و ۳٬۶۰۴ نفر جمعیت دارد و ۲۶۰ متر بالاتر از سطح دریا واقع شده‌است.